# Achelia hariettae
Achelia hariettae är en havsspindelart som beskrevs av Marcus, E. 1940. Achelia hariettae ingår i släktet Achelia och familjen Ammotheidae. Inga underarter finns listade i Catalogue of Life.